# Kasteren

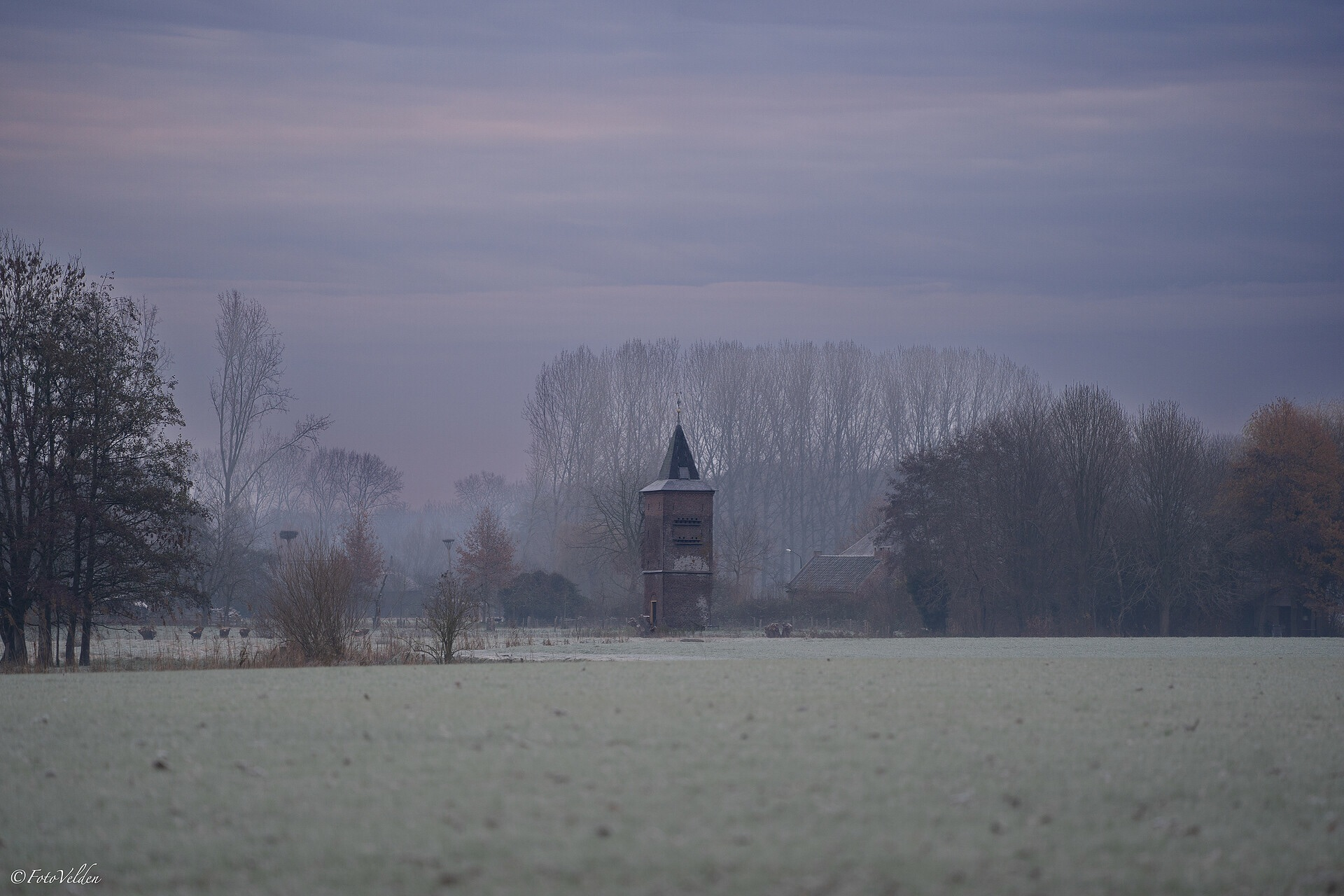
Duiventoren aanzicht vanuit Liempde

Kasteren is een gehucht bij Liempde, gemeente Boxtel, in de Nederlandse provincie Noord-Brabant. Het is gelegen langs de Dommel.

## Toponymie
De naam Kasteren is mogelijk ontstaan uit het Latijn, van het woord Castrum of  Castra (= kamp). Langs de plek bij de Dommel zou mogelijk een Romeins kampje geweest zijn. Bewijzen zijn daar overigens nooit voor gevonden. Langs de rivier zijn in het stroomafwaarts gelegen dorp Gemonde al eerder Romeinse overblijfselen ontdekt. Het zou om een oude wegroute kunnen gaan. Plaatsen zoals Casteren (bij Hoogeloon), Castres (Fr.) en Kasterlee zijn ontstaan uit hetzelfde toponiem. 

## Beschrijving
Ondanks de mogelijk Romeinse benaming is de eerste vermelding van deze buurtschap uit het jaar 1320 (cijnsboek van de heer van Helmond). Kasteren ook vaak als Casteren geschreven heeft zich ontwikkeld uit herengoederen die in de Middeleeuwen zijn ontstaan. Het betrof o.a. Hove ten Acker, waaruit zich uiteindelijk tot kartuizerhoeve Het Groot Duijfhuis heeft ontwikkeld. Vanaf 1471 tot en met 1659 is deze hoeve van het in Olland gestichte kartuizerklooster Sinte Sophia van Constantinopel geweest. In 1659 is deze hoeve samen met andere Kasterense kartuizergoederen door kartuizerprior Joseph van den Oetelaar aan de Bosschenaar Pieter Lus verkocht, die even later de duiventoren bouwde.  Tegenwoordig is het totale complex eigendom van de Stichting Brabants Landschap.
- De duiventoren uit 1661 aan de Hoevedreef is hier nog een overblijfsel van. De duiven leverden mest en vlees. Het huidige boerderijensemble (hoeve, heerenkamer & Vlaamse schuur) stamt uit de 16e eeuw en de boerderij is in later eeuwen verschillende keren verbouwd. Het oudste deel van de hoeve is de heerenkamer uit de 16e eeuw. De Vlaamse schuur is gebouwd in 1525, alle oorspronkelijke gebinten zijn nog aanwezig.

- Gehucht Kasteren ligt vanuit Liempde gezien aan de overzijde van de Dommel en bestaat uit de gebieden De Maai (aan de Dommelzijde), Kasteren (centraal), Savendonk (tussen Kasteren en De Geelders) en Gelders (= De Geelders)

- Ook lag in de nabijheid van Kasteren de Kasterense Watermolen op de Dommel, reeds bekend vanaf 1312. maar waarschijnlijk stukken ouder. Op deze plek waren ook eerder en tegelijkertijd een windmolen en een rosmolen aanwezig. De restanten van de Kasterense watermolen zijn in de jaren '60 van de twintigste eeuw door brand verwoest. Een stalgedeelte, dat enigszins vernieuwd is, herinnert nog aan de plek waar deze watermolen ooit heeft gestaan.

- Kasteren kende ook een hertogelijk leengoed, vlak bij de watermolen gelegen, namelijk de Oliebankschen Beemd.

- De inwoners van Kasteren hadden vroeger rechten op de gemeijnt Bodem van Elde, op de Rooische heide en op Jekschot.

- Het gebouw (ingang Gemondesestraat) van het vroegere Station Liempde aan de voormalige spoorlijn Boxtel-Gogh, lokaal bekend als het Duits Lijntje is nog aanwezig. Dit is nu een dubbel woonhuis.

- De huidige Sint-Antoniuskapel aan de Kasterensestraat stamt uit 2003. De devotie tot Antonius abt dateert echter al vanaf de late Middeleeuwen. De toenmalige kapel werd echter in 1651 afgebroken vanwege de Reformatie. In 1798 werd de Sint-Theuniskapel in hout herbouwd, maar omstreeks 1870 werd ook deze afgebroken. In 1982 werd een bronzen Sint-Antoniusbeeld geplaatst, vervaardigd door Pierrot van Leest. Dit was afgeschermd met een ijzeren raster. In 2003 is er een volwaardige veldkapel gekomen, op initiatief van het Sint-Antoniusgilde, dat al vanaf begin 15e eeuw bestaat en waarschijnlijk uit een nog oudere Broederschap is voortgekomen,en buurtschap Kasteren.

## Natuur en landschap
Het Dommeldal is in deze streek over een grote lengte in bezit van de Stichting Brabants Landschap. Binnen de grenzen van het gehucht liggen de natuurgebieden De Geelders, De Maai en het bosreservaat De Braak.

## Recreatie
Na de Kasterense brug is een in- en uitstapplaats voor kano's. Op de oever bevindt zich een informatiepaneel over de vroegere Kasterense watermolen. Bij de waterkolk worden geregeld kanotochten gestart of geëindigd. Ook zijn café 't Groene Woud en camping De Musdonck aanwezig. 

## Nabijgelegen kernen
Liempde, Olland, Boxtel, Gemonde
Dorpen: Boxtel · Esch · Lennisheuvel · Liempde

Buurtschappen en gehuchten: Den Berg · Hal · Heult · Hezelaar · Kasteren · Kinderbos · Kleinder-Liempde · Langenberg · Luissel · Nergena · Roond · Schorvert · Selissen · Tongeren · De Vorst · Vrilkhoven

Noord-Brabant: Steden en dorpen      Nederland: Provincies · Gemeenten